# What For?
«What For?» (Для чего?) — песня в исполнении латвийской исполнительницы Айши, с которой она представила Латвию на конкурсе песни «Евровидение 2010». Авторами песни являются Янис Лусенс Хмузыка) и Гунтарс Рачс (текст).
Песня была выбрана в качестве победителя после конкурса «Eirodziesma 2010», национального отбора Латвии на «Евровидение», что позволило Аише представить свою страну на международном конкурсе песни «Евровидение 2010», который прошёл в Осло, Норвегия.

## Список композиций
| №  | Название                                | Длительность |
| -- | --------------------------------------- | ------------ |
| 1. | «What For?» (Radio Edit)                | 2:57         |
| 2. | «What For?» (Boyza II Remix Radio Edit) | 3:26         |
| 3. | «What For?» (Boyza II Remix Extended)   | 6:04         |
| 4. | «What For?» (Karaoke version)           | 2:57         |

## Позиции в чартах
| Чарт (2010)           | Наивысшая позиция |
| --------------------- | ----------------- |
| Latvian Airplay Chart | 17                |